# Amerikai rapszódia
Az Amerikai rapszódia (eredeti cím: An American Rhapsody) 2001-ben bemutatott amerikai–magyar életrajzi filmdráma, melyet Gárdos Éva rendezett, saját élettörténetét feldolgozó, eredeti forgatókönyvéből. A film egyik vezető producere Vajna András volt. A főbb szerepekben Nastassja Kinski, Scarlett Johansson, Tony Goldwyn és Mae Whitman látható.
Az Amerikai Egyesült Államokban 2001. augusztus 24-én, Magyarországon 2002. február 28-án mutatták be.	

## Cselekmény
1950-ben egy fiatal magyar pár, Péter és Margit az Amerikai Egyesült Államokba menekül idősebb lányukkal, Máriával. Kisebbik lányukat, a csecsemő Zsuzsit azonban kénytelenek hátrahagyni, aki ezután nevelőszülőkhöz kerül. Öt évvel később a pár a Vöröskereszt segítségével próbálja meg eljuttatni a kislányt Los Angeles-i otthonukba. Zsuzsit megviseli a környezetváltás,  15 évesen, lázadó kamaszként visszautazik Budapestre, hogy fényt derítsen múltjára és valódi személyazonosságára.

## Szereplők
| Színész            | Szerep                              | Magyar hang       |
| ------------------ | ----------------------------------- | ----------------- |
| Scarlett Johansson | Zsuzsi / Suzanne Sandor (15 évesen) | Nemes Takách Kata |
| Bánlaki Kelly      | Zsuzsi (6 évesen)                   | saját hangján     |
| Nastassja Kinski   | Margit Sandor                       | Ősi Ildikó        |
| Tony Goldwyn       | Péter                               | Haás Vander Péter |
| Mae Whitman        | Maria Sandor (10 évesen)            | Deáki Mercédesz   |
| Larisa Oleynik     | Maria Sandor (18 évesen)            | eredeti nyelven   |
| Bánfalvy Ágnes     | Ilona                               | saját hangján     |
| Seress Zoltán      | George                              | saját hangján     |
| Czinkóczi Zsuzsa   | Teri                                | saját hangján     |
| Galkó Balázs       | Jenő                                | saját hangján     |
| Lisa Jane Perksy   | Pattie                              | eredeti nyelven   |
| Colleen Camp       | Dottie                              | eredeti nyelven   |
| Emily Rossum       | Sheila (15 évesen)                  | eredeti nyelven   |
| Szörényi Éva       | Éva                                 | saját hangján     |
| Dobó Kata          | Klára                               | saját hangján     |
| Szőke András       | István                              | saját hangján     |
| Pásztor Erzsi      | Ilus                                | saját hangján     |

## Kritikai visszhang
A Filmvilág kritikája szerint „Az Amerikai rapszódia magyar alkotói és vonatkozásai ellenére ízig-vérig amerikai film. Gárdos saját hagyományait áthangolva és módosítva azonosul a nyugati kommersz kultúrával. Cselekményvezetési technikája kiszámítható, a sajátságost ismerős formákban adja elő, így semmiféle olvasási nehézséget nem támaszt. Ez a jól kozmetikázott, ámde hamis, valószínűtlenül színes világ csak az ismeretterjesztő brosúrák hitelességével rendelkezik. Lehet, hogy a rendező- és hősnő hazatalált, de ez a haza tőlünk messze van.”
Az Origo.hu kritikusa azonban összességében pozitívan értékelte a filmet, bár elismerte, hogy „a mozi korrajza, a magyar viszonyok bemutatása a hazai közönség számára túlmagyarázott, sőt néhol hiteltelen.”
A film több filmfesztiválon is díjakat nyert.